# Joseph Trần Văn Toản
Joseph Trần Văn Toản (ur. 7 kwietnia 1955 w Thái Bình) – wietnamski duchowny rzymskokatolicki, od 2019 biskup Long Xuyên.

## Życiorys
Święcenia kapłańskie przyjął 16 stycznia 1992 i został inkardynowany do diecezji Long Xuyên. Po święceniach pracował jako wikariusz w Làng Sen. W latach 2000–2005 studiował w Manili, a po powrocie do kraju otrzymał nominację na dyrektora diecezjalnego centrum duszpasterskiego.
5 kwietnia 2014 został mianowany biskupem pomocniczym Long Xuyên oraz biskupem tytularnym Acalissus. Sakry biskupiej udzielił mu 29 maja 2014 ówczesny biskup Long Xuyên, Joseph Trần Xuân Tiếu. 25 sierpnia 2017 został koadiutorem tej diecezji, a 23 lutego 2019 jej biskupem diecezjalnym.